# El consol de la filosofia
El consol de la filosofia és un assaig del filòsof Alain de Botton publicat per primera vegada en anglès l'any 2000. L'any següent Edicions de la Magrana en va publicar una traducció en català. El títol del llibre és una referència a l'obra Consolació de la filosofia, de Boeci, en la qual la filosofia se li apareix com una figura al·legòrica per a consolar-lo l'any que va estar empresonat, que portava a la seva imminent execució.
A El consol de la filosofia Botton intenta consolar el lector a través d'alguns problemes quotidians (o almenys ajudar-lo a comprendre'ls) citant i interpretant àmpliament una sèrie de filòsofs. Aquests es classifiquen en diversos capítols amb un filòsof utilitzat en cadascun:
- Consol per a un cor trencat (Arthur Schopenhauer)
- Consol per a les dificultats (Friedrich Nietzsche)
- Consol per a la frustració (Sèneca)
- Consol per a la inadequació (Michel de Montaigne)
- Consol per no tenir prou diners (Epicur)
- Consol per a la impopularitat (Sòcrates)[5]

El llibre va ser el punt de partida de la sèrie de televisió de Channel 4 Filosofia per ser feliços, que va emetre també El 33 l'any 2003. La sèrie es va produir reflectint l'ordre del llibre amb els sis episodis següents:
1. Sòcrates sobre l'autosuficiència
2. Epicur sobre la felicitat
3. Sèneca sobre la ira
4. Montaigne sobre l'autoestima
5. Schopenhauer sobre l'amor
6. Nietzsche sobre les dificultats